# اينزو كابريرا
اينزو كابريرا (بالإسبانية: Enzo Cabrera)‏ هو لاعب كرة قدم أرجنتيني، ولد في 20 نوفمبر 1999 في كاسيلدا ‏ في الأرجنتين. لعب مع نيولز أولد بويز.

## وصلات خارجية
- اينزو كابريرا على موقع قاعدة بيانات كرة القدم.إي يو (الإنجليزية)
- اينزو كابريرا على موقع Soccerway.com (الإنجليزية)
- اينزو كابريرا على موقع عالم كرة القدم.نت (الإنجليزية)